# لالیناتس (نیش)
لالیناتس (به صربی: Lalinac) یک منطقهٔ مسکونی در صربستان است که در نیش واقع شده‌است.